# William Brailey
William Theodore Ronald Brailey (25. října 1887 Walthamstow, Velký Londýn – 15. dubna 1912 RMS Titanic, severní Atlantik) byl anglický pianista.

## Život
Narodil se 25. října 1887 ve Walthamstow ve Velkém Londýně (tehdejší součásti Essexu) jako syn Williama „Ronalda“ Braileyho, významné osobnosti spiritualismu. Studoval ve škole hru na klavír a jedno z jeho prvních zaměstnání bylo vystupování v místním hotelu.
V roce 1902 vstoupil do pluku Royal Lancashire Fusiliers, kde sloužil 12 let jako hudebník. Byl převelen na Barbadosu, avšak v roce 1907 armádu předčasně opustil. Vrátil se do Anglie a žil na adrese 71 Lancaster Road, Ladbroke Grove v Londýně. V roce 1911 se přihlásil na loď, nejprve hrál na lodi Saxonia a v roce 1912 nastoupil na parník RMS Carpathia společnosti Cunard Line, kde se seznámil s francouzským violoncellistou Rogerem Bricouxem. Oba muži se poté přidali ke společnosti White Star Line a byli povoláni liverpoolskou hudební agenturou C. W. & F. N. Black pro službu na Titanicu. Nalodil se na Titanic ve středu 10. dubna 1912 v Southamptonu. Jeho lístek měl číslo 250654, což byl lístek pro všechny členy Hartleyho orchestru. Jeho kajuta byla součástí druhé třídy.
Zahynul během námořní katastrofy ve věku 24 let a jeho tělo nebylo nikdy nalezeno.